# الفجيرة
مدينة الفجيرة عاصمة إمارة الفجيرة وفيها ديوان الحاكم ومقر الحكم. كما تتركز فيها دوائر الحكومة المحلية. الفجيرة قديمة قدم التاريخ يعود ماضيها إلى ما قبل ميلاد المسيح، وكانت في العصور القديمة أرض عمالقة البحار والموطن الأول لمهاجري جنوب شرق الجزيرة العربية الذين عرفوا في التاريخ باسم الفينيقيين والذين هاجر بعضهم من اليمن بعد انهيار سد مأرب والذين تنحدر منهم قبائل الشرقيين.

## اقتصاد الفجيرة
شهدت الفجيرة، تطورات متلاحقة شملت جميع نواحي الحياة الاقتصادية والاجتماعية والخدمية. تمكنت بعد تكوين بنيتها الأساسية من الانطلاق في إطار خطة تنموية لتحقيق الاستغلال الأمثل لمواردها وتوسيع دائرة الإنتاج الصناعي والتجاري والزراعي.
افتتح فيها في بداية شهر ديسمبر من عام 1996 مركز الفجيرة للمعارض، الذي أقيم على مساحة 55 أكثر من ألفا متر مربع، لمواكبة التوسع في الأنشطة الاقتصادية والتجارية.
وحققت الفجيرة نجاحًا استثماريًا في العديد من المجالات والقطاعات جذبت رجال الأعمال والصناعة في منطقة الخليج والشرق الأوسط، بتوظيف موقعها الاستراتيجي الذي يعد نافذة شرقية لدولة الإمارات على البحار المفتوحة كخليج عمان والمحيط الهندي وقيام خدمات وصناعات بترولية مهمة.
ويمثل مطار الفجيرة الدولي وميناء الفجيرة بوابتين رئيسيتين للسياحة والتصدير، حيث يقعان في منتصف المسافة بين دول الخليج العربي ومنطقة الشرق الأقصى.
واهتمت البلدية بالطرق الخارجية والداخلية وإنارتها وإنشاء المتنزهات والحدائق العامة، في إطار الاهتمام بالسياحة وتوفير والعمل على توفير مختلف الخدمات الصحية والتعليمية وخدمات الكهرباء والماء وغيرها من الخدمات.

## بلدية الفجيرة
تأسست بلدية الفجيرة في أبريل عام 1969 لتوفير الخدمات البلدية.
وعملت البلدية منذ تأسيسها على رفع مستوى الفجيرة وتطويرها في مختلف المجالات، والحفاظ على الطابع العربي والإسلامي، والاهتمام بالنظافة والصحة العامة، والمحافظة على البيئة من التلوث، وتخطيط المدن والقرى، حيث شمل التخطيط الحديث ثلاث مناطق إدارية تخدم 64 قرية ومدينة في إمارة الفجيرة.
كما عملت بلدية الفجيرة على تنشيط الحركة التجارية والاقتصادية من خلال تسهيل إجراءات استخراج الرخص التجارية والصناعية والمهنية، والارتقاء بالنهضة العمرانية بتسهيل إجراءات استخراج رخص البناء والعمار بكافة أنواعه، وتشجيع قيام الصناعات الوطنية بتخطيط مناطق صناعية جديدة متكاملة الخدمات لاستيعاب التوسع في بناء المصانع والاستفادة من الإمكانيات والموارد المحلية المتوفرة.

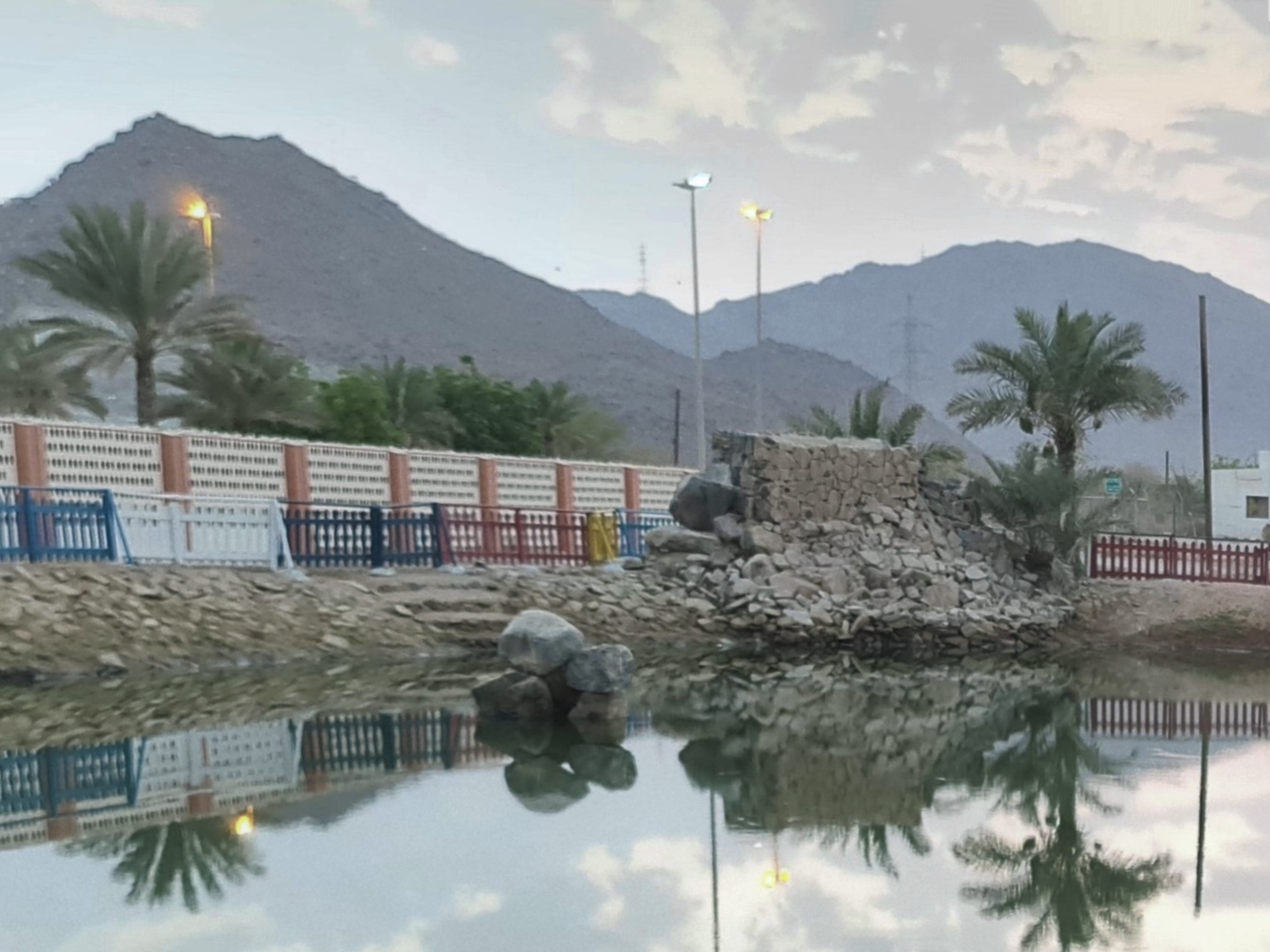
حديقة عين مضب

## القطاع الاستثماري والسياحي
حققت مدينة الفجيرة خلال الفترة الأخيرة من الإنجازات الحضارية والخدمية، وقد أخذت بلدية الفجيرة على عاتقها سرعة نمو وتطور مدينة الفجيرة لما تختص به من صلاحيات في مجالات الخدمات وتخطيط المدن، كما أولت البلدية اهتماما كبيرا بالخدمات الحياتية اليومية وخاصة في مجال صحة البيئة والحد من انتشار التلوث واستغلال المواقع السياحية وتوزيع المساكن الشعبية.

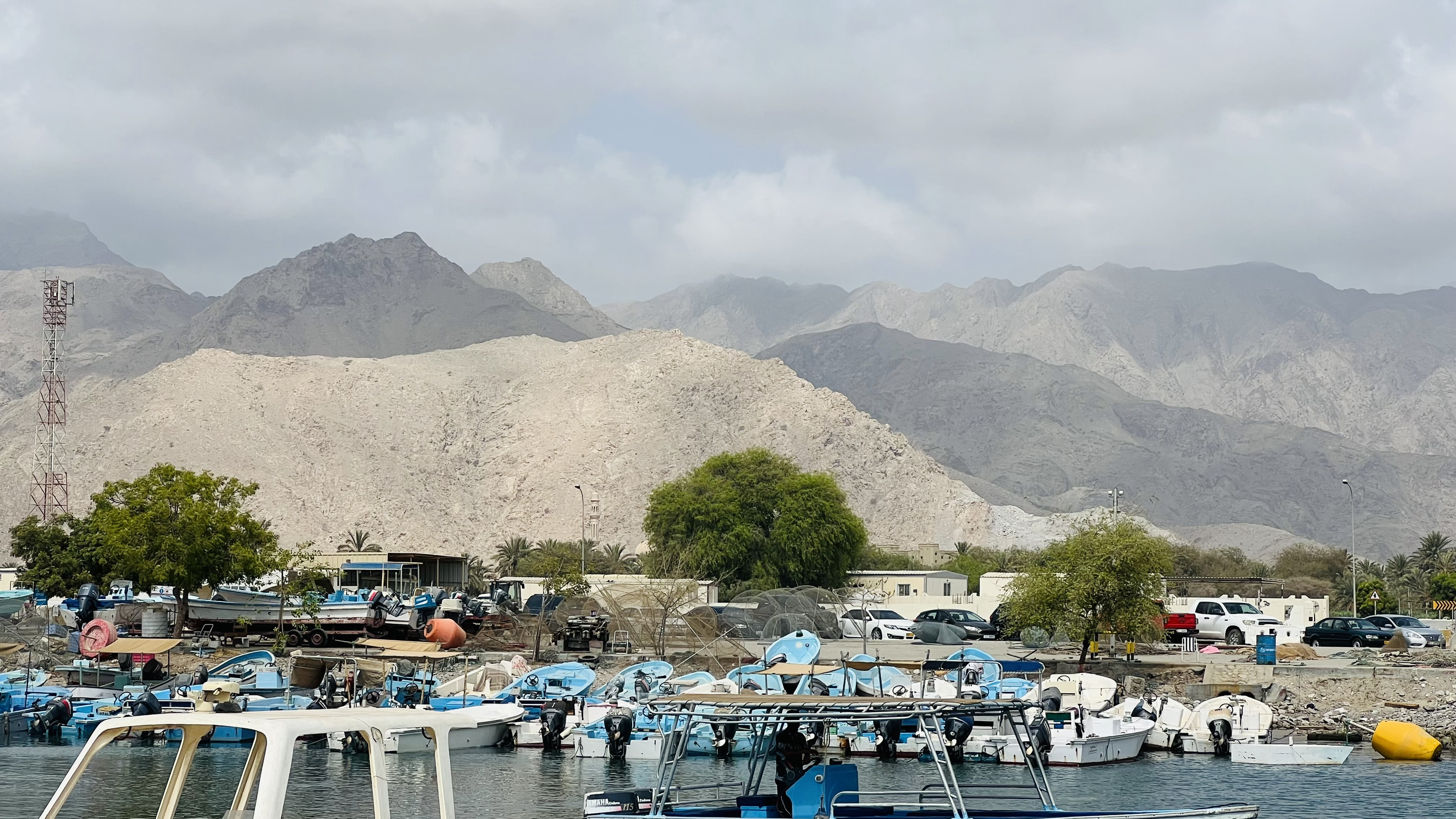
كورنيش الفجيرة

إقامة ثلاث محميات بحرية ويهدف إلى الحفاظ على الثروة السمكية وتوفير المناخ الطبيعي الآمن لتكاثر الأنواع النادرة التي تشتهر بها منطقة الساحل الشرقي، كما يهدف إلى حماية الشعاب المرجانية والصخور والأصداف الملونة والحفاظ على المناظر الطبيعية في أعماق البحر التي تستهوي السياح هواة الغطس البحري، ومن المرافق السياحية المعروفة بالفجيرة حديقة (عين مضب الكبريتية) السياحية و(عين الغمور) الكبريتية وفلج (أحفرة) وشلالات الوريعة وأوحلة وحبيسة البثنة، والحدائق العامة والمشاريع الفندقية والسياحية ذات مما أدى إلى إلى استضافتها لجولات بطولة العالم للزوارق السريعة وما يستتبع ذلك من توفير بنية أساسية متطورة تواكب مثل هذه الأحداث العالمية.
واهتمت البلدية بتشجير الشوارع والدوارات وإنجاز شارع الكورنيش بالفجيرة.